# Église Saint-Malo de Saint-Malo-des-Trois-Fontaines
L'église Saint-Malo est une église catholique située à Saint-Malo-des-Trois-Fontaines, en France.

## Localisation
L'église est située dans le département français du Morbihan, sur la commune de Saint-Malo-des-Trois-Fontaines.

## Historique
La croix en bois dans l'église (XVe siècle- XVIe siècle) est inscrite au titre des monuments historiques par arrêté du 13 février 1929.